# Lisia Przełęcz
Lisia Przełęcz (790 m n.p.m.) – przełęcz w Sudetach Środkowych, w Górach Stołowych.

## Położenie
Przełęcz położona jest w środkowo-południowym fragmencie stoliwa Gór Stołowych na terenie Parku Narodowego Gór Stołowych około 1,2 km na południowy wschód od Karłowa.

## Fizjografia
Przełęcz stanowi niewielkie obniżenie, o łagodnych zboczach i podejściach, wcinające się w piaskowcowe podłoże, oddzielające wzniesienie Ptak (841 m n.p.m.) od Narożnika (830 m n.p.m.). Przez przełęcz prowadzi widokowa droga wojewódzka nr 387 z Karłowa do Kudowy-Zdroju zwana Szosą Stu Zakrętów. Na przełęczy znajduje się niewielki parking oraz miejsce odpoczynku z wiatą turystyczną. Otoczenie przełęczy porośnięte jest lasem regla dolnego.

## Turystyka
Przez przełęcz przechodzą szlaki turystyczne:
- Karłów – Lisia Przełęcz – Skały Puchacza – Duszniki-Zdrój
- Lewin Kłodzki – Kulin Kłodzki – Łężyckie Skałki – Lisia Przełęcz – Błędne Skały – Kudowa-Zdrój
- droga Szklary-Samborowice – Jagielno – Przeworno – Gromnik – Biały Kościół – Żelowice – Ostra Góra – Niemcza – Gilów – Piława Dolna – Góra Parkowa – Bielawa – Kalenica – Nowa Ruda – Przełęcz pod Krępcem – Sarny – Tłumaczów – Gajów – Radków – Skalne Wrota – Pasterka – Przełęcz między Szczelińcami – Karłów – Lisia Przełęcz – Białe Skały – Skalne Grzyby – Batorówek – Batorów – Skała Józefa – Duszniki-Zdrój – Schronisko PTTK „Pod Muflonem” – Szczytna – Zamek Leśna – Polanica-Zdrój – Łomnicka Równia – Huta – Bystrzyca Kłodzka – Igliczna – Międzygórze – Przełęcz Puchacza[1]